# Мензулна снимка
Мензулната снимка е непосредствено изработена топографска снимка на терена с използването на геодезически измервателни инструменти мензула и кипрегел.
Краен продукт от това е създаването на графичен оригинал на топографска карта или план. Този метод на заснимане на земната повърхност основно се използва за създаването на едромащабни карти 1:5000 - 1:500. В България по този метод е изработена карта 1:5000 през 1960-те и 1970-те години за цялата територия на страната. Тази система на заснимане се използва рядко. Вече се прилага по-често направата на т.нар. тахиметрични снимки.

## Същност
Мензулната снимка е ръчен метод за изработка на оригинали на топографски карти. Снимането на подробните теренни и ситуационни точки се извършва с основните инструменти кипрегел, мензула и геодезическа лата. Снимачната дейност, поради конструкцията на измервателния геодезически комплект, се свежда до измерване на:
- вертикален ъгъл, необходим за определяне височината на измерваната точка върху терена;
- разстоянието до измерваната точка, действително или редуцирано, в зависимост от вертикалния ъгъл, за да се проектира върху равнината на картния лист;
- хоризонтален ъгъл като посока към измерваната точка, сведен до незабавно графично построяване със спомагателните инструменти и маркиран върху картния лист с бод от иглата на пергела.

Картният лист, който ще бъде и топографски оригинал, е висококачествен кадастрон, залепен върху алуминиев лист, за да не се деформира и променя размерът му по време на снимките и изчертаването. Предварително е отбодена координатна мрежа и известните опорни точки – триангулачни или специално определените засечки и полигонови точки. Картният лист се фиксира върху масата на мензулата, за да не се мести по време на „полската“ работа. С кипрегела се визират подробните точки върху терена. С помощта на линеала на кипрегела с отбождане върху картния лист веднага се отбелязва както посоката към заснетата точка, така и отстоянието ѝ в мащаб от снимачната станция с действителна или редуцирана стойност, в зависимост от вертикалния ъгъл. След обработка на данните, записани в мензулния карнет и нанасянето им върху картния лист - оригинал, се изчертава ситуацията на терена и се интерполират разстоянията между заснетите точки по отношение надморската им височина за изчертаване на хоризонталите.
Вижда се, че за разлика от други методи за заснимане на релефа, мензулната снимка се изработва по време на т. нар. „полска работа“ върху терена, т.е. едновременно с извършване на измерванията.

## Работен екип
- Оператор-топограф – ръководител на екипа;
- Карнетист – за записване данните от измерванията и изчисления по време на „полската работа“;
- Фигуранти – по указания на оператора поставят геодезическата лата за измерване, правят просеки за подобряване видимостта, поставят и трайно маркират и сигнализират опорните точки по време на снимките.

## Инструменти
- Основни – мензула и кипрегел.
- Спомагателни – геодезически лати, либела, бусола, отвес, пергел, метална плочка с напречен мащаб, тахиметрична линия, вилка за центриране на мензулата.

### Мензула
Мензулата е преносима чертожна масичка състояща се от планшет с размери 60 х 60 х 3 cm с монтирана мензулна глава. Конструкцията на последната позволява въртене на планшета около оста си, както и неговото застопоряване, когато мензулата е поставена на работна станция. Мензулната глава се захваща посредством затегателен винт върху тринога. Комплектът се позиционира върху точката, наричана работна станция, като точността на позициониране се установява с отвес, закачен към затегателния винт. Хоризонтирането на мензулния планшет се осъществява с повдигателни винтове и се отчита с кръгла либела към комплекта на този инструмент.

### Кипрегел
Названието на този инструмент е възприето от немското Kippregel, съставено от думите kippen и regel – „линия“. Това е механичен или оптичен прибор, влизащ в състава на мензулния комплект с 3 основни функции:
- графично построяване на хоризонталните ъгли при визирането към измерваната точка от терена;
- измерване на разстояния, като се отчита отсечка от латата, поставана на измерваната точка (това се реализира с нишковия далекомер монтиран в зрителната тръба);
- измерване на вертикалния ъгъл към точката за определяне на превишението и изчисление на надморската ѝ височина.

Кипрегелът е значително опростен геодезически уред. Има зрителна тръба и хоризонтална ос с вертикален кръг (лимб) с градусни деления за определяне на вертикалния ъгъл. Тръбата е монтирана чрез колонка към масивен линеал. Хоризонталната посока към визираната точка се отчита от линеала и отпада необходимостта от хоризонтален кръг. Цялата система чрез линеала се поставя на плоскостта на планшета.
Чрез движението на тръбата около хоризонталната ос се отчитат вертикалните ъгли към визираната посока, а индексната либела към вертикалния кръг определя висока точност на измерването. За прецизиране на измерванията кипрегелът разполага със затегателен и микрометричен винт.
Линеалът е масивен с дължина от 40 до 60 cm и към него е свързан шарнирно малък линеал, позволяващ успоредно изместване до 4 cm. Тази връзка се използва почти при всяко измерване, поради невъзможност линеала да се постави точно на отбодената точка на станцията върху картния оригинал. Внесената с това грешка на измерването е нищожна.